# Алферовка (река)
Алферовка — река в России, протекает в Кстовском районе Нижегородской области. Устье реки находится в 2169 километрах от устья Волги по правому берегу. Длина реки составляет 17 км, площадь водосборного бассейна 105 км².
Исток реки у деревни Соколово в 10 км к юго-западу от села Работки. Течёт на северо-восток, протекает деревни Соколово, Сонино, Рамешки, Игрищи, Соколищи. Устье находится между селом Работки и деревней Чеченино.

## Данные водного реестра
По данным государственного водного реестра России относится к Верхневолжскому бассейновому округу, водохозяйственный участок реки — Волга от устья реки Ока до Чебоксарского гидроузла (Чебоксарское водохранилище), без рек Сура и Ветлуга, речной подбассейн реки — Волга от впадения Оки до Куйбышевского водохранилища (без бассейна Суры). Речной бассейн реки — (Верхняя) Волга до Куйбышевского водохранилища (без бассейна Оки).
По данным геоинформационной системы водохозяйственного районирования территории РФ, подготовленной Федеральным агентством водных ресурсов:
- Код водного объекта в государственном водном реестре — 08010400312110000034417
- Код по гидрологической изученности (ГИ) — 110003441
- Код бассейна — 08.01.04.003
- Номер тома по ГИ — 10
- Выпуск по ГИ — 0